# František Kordač

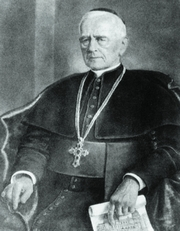
Erzbischof František Kordač

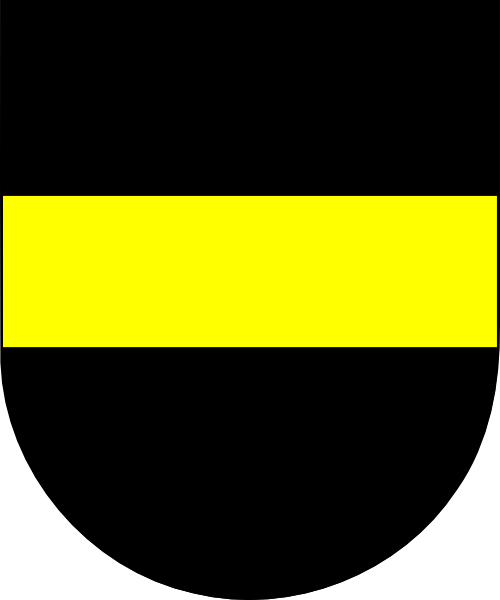
Wappen František Kordač, Erzbischof von Prag (1919–1931)

František Kordač (* 11. Januar 1852 in Seletice, Bunzlauer Kreis; † 26. April 1934 in Zbraslav, Tschechoslowakei) war Erzbischof von Prag.

## Leben
Der aus einer Bauernfamilie stammende František Kordač wurde am 15. Juni 1878 zum Priester geweiht und war danach in der Seelsorge tätig. Am 16. September 1919 wurde er zum Erzbischof von Prag nominiert und am 26. Oktober desselben Jahres in sein Amt eingeführt. Kordač war der erste böhmische Primas, der nicht dem Adelsstand angehörte.
Die Bischofsweihe spendete ihm der damalige Apostolische Nuntius in Österreich, Teodoro Valfrè di Bonzo.
Nach seiner Resignation vom 12. Juli 1931 ernannte ihn Papst Pius XI. am 21. Juli d. J. zum Titularerzbischof von Amasea. Seine Grabstätte befindet sich im Prager Veitsdom.